# اوگاندا
اوگاندا (به انگلیسی: Uganda)(به سواحلی: Jamhuri ya Uganda، جَمهُورِ يَ أُڠَانْدَ) به صورت رسمی جمهوری اوگاندا، کشوری محصور در خشکی در شرق قاره آفریقا است که پایتخت آن کامپالا است.
اوگاندا از شمال با سودان جنوبی و از غرب با جمهوری دموکراتیک کنگو و از شرق با کنیا و از جنوب با تانزانیا و از جنوب غرب با رواندا مرز مشترک دارد.
برزگترین دریاچه قارهٔ آفریقا دریاچهٔ ویکتوریا است که در بخشی از دریاچه در جنوب شرقی اوگاندا جای گرفته است.
جمعیت این کشور ۴۵٬۹۳۵٬۰۰۰ نفر است. زبان نخست رسمی در اوگاندا انگلیسی و زبان رسمی دوم زبان سواحلی است. واحد پول این کشور شیلینگ اوگاندا است. ۸۵ درصد مردم این کشور مسیحی و ۱۲ درصد مسلمان هستند.
یووری موسونی، رئیس‌جمهوری اوگاندا، در ژانویه ۱۹۸۶ و در پی جنگ‌های چریکی شش‌ساله بر سر کار آمد.

## تاریخ
اوگاندا در ۱۸۹۴ به عنوان کشوری تحت‌الحمایهٔ بریتانیا و در ابتدا به صورت یک پادشاهی تشکیل گردید. اوگاندا در سال ۱۹۶۲ استقلال خود را از بریتانیای کبیر به دست آورد و به عنوان یک جمهوری اعلام موجودیت کرد.
در سال ۱۹۷۱ حکومت میلتون اوبوته رئیس‌جمهور اوگاندا که در ۱۹۶۶ به قدرت رسیده بود، طی کودتایی به رهبری عیدی امین که در دورهٔ ریاست جمهوری میلتون اوبوته فرماندهی ارتش و نیروی دریایی اوگاندا را در دست داشت سرنگون شد. در سال ۱۹۷۱، هنگامی که میلتون اوبوته در سفر خارج به سر می‌برد، امین دست به کودتا زد و حکومت وی را سرنگون کرد. قذافی رهبر لیبی جزو نخستین کسانی بود که حمایت خود را از امین اعلام نمود. رژیم عیدی امین در سال ۱۹۷۹ و پس از آن که نیروهای نظامی تانزانیا، همسایهٔ اوگاندا، این کشور را اشغال کردند سرنگون شد. اشغال اوگاندا به هشت سال حکومت امین خاتمه داد در حالیکه گفته می‌شد در این دوره، هزاران نفر در اوگاندا کشته شده بودند. از آن زمان تا کنون یووری موسوینی رهبری کشور را در دست دارد.
اوگاندا رشد اقتصادی حدود ۸ درصدی تولید ناخالص ملی در طول سه سال گذشته تجربه کرده است. شورش‌های مسلحانه در شمال و شرق اوگاندا یکی از بزرگ‌ترین جمعیت‌های آوارهٔ آفریقا را به وجود آورده است. این شورش در مدتی نزدیک به دو دهه ۶٫۱ میلیون نفر از مردم اوگاندا را مجبور به پناه گرفتن در اردوگاه‌های پناهندگان کرده است. شمار آوارگان داخل این کشور از سال ۲۰۰۲ تقریباً سه برابر شده است. سوء تغذیهٔ کودکان در بعضی مناطق تا ۳۰ درصد برآورد شده است. وحشت از عوارض جنگ داخلی و شورش تأثیر شدیدی برای فصل کشاورزی سال ۲۰۰۴ داشته است. با تمام شدن ذخایر دارویی و فرار امدادگران بهداشتی مؤسسه‌های بهداشتی با دشواری به کار ادامه می‌دهند.

## سیاست

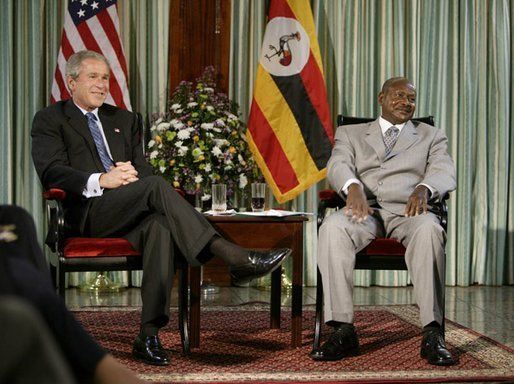
یووری موسونی رئیس‌جمهور کنونی اوگاندا و جرج دابلیو. بوش رئیس‌جمهور پیشین آمریکا در سال ۲۰۰۳ میلادی

نظام سیاسی اوگاندا جمهوری است و دارای پارلمان قانونگذاری است.
یووری موسونی فرمانده ارتش مقاومت ملی، که در ۱۹۸۶ قدرت را در دست گرفت، رئیس‌جمهور است. او نخست‌وزیر و دیگر وزیران را انتصاب می‌کند. شورای مقاومت ملی با ۲۷۸ عضو نقش مشورتی دارد و متشکل است از ۲۱۰ عضو که به‌طور غیر مستقیم انتخاب شده‌اند و ۶۸ عضو منتصب از سوی رئیس‌جمهور است.
درگیری‌های سیاسی در پی تنش میان دولت و جناح مخالف در اوگاندا و پس از انتخابات ریاست جمهوری ۱۸ فوریه ۲۰۱۱ (۲۹ بهمن) در این کشور روی داد. «یووری موسوینی» نتیجه انتخابات ریاست جمهوری اوگاندا را از آن خود کرد.
«کیزا بزیگیه» مهم‌ترین رقیب موسوینی و رقبای دیگر نتیجه انتخابات ریاست جمهوری را رد کرده و آن را فریبکارانه خوانده‌اند.
بزیگیه که تاکنون ۴ بار در مقابل موسوینی شکست خورده است، در سال‌های ۲۰۰۱ و ۲۰۰۶ میلادی نیز نتایج انتخابات را زیر سؤال برد. در هر دو پرونده دادگاه اعلام کرد که تخلف‌هایی صورت گرفته به قدری نیست که نتایج انتخابات باطل شود.
نیروهای دمکراتیک کنگو یک نیروی شبه نظامی اوگاندایی است که در جمهوری دمکراتیک کنگو پایگاه دارد و گفته می‌شود که با القاعده در ارتباط است. نیروهای دمکراتیک کنگو در اواسط دهه ۹۰ میلادی علیه «یووری موسوینی» رئیس‌جمهوری اوگاندا شورش کردند و بعدها در طرف کنگویی مرز مشترک این کشور با جمهوری دمکراتیک کنگو پایگاه ایجاد کردند. این نیروی شبه نظامی به غارتگری، استفاده نظامی از کودکان و تجارت غیرقانونی چوب متهم است.

### ارتش مقاومت پروردگار
گروه «ارتش مقاومت پروردگار» طی دو دهه گذشته حداقل ۳۰ هزار غیرنظامی را در شمال اوگاندا، جنوب سودان و جمهوری دموکراتیک کنگو به قتل رسانده است. جوزف کانی، بنیان‌گذار «ارتش مقاومت پروردگار» مبارزات خود را در سال ۱۹۸۷ میلادی با هدف تأسیس یک حکومت دینی در اوگاندا آغاز کرد. گروه او که در ابتدا تعداد آنها بین ۲۰۰ تا ۵۰۰ نفر بود، توسل به خشونت را مجاز می‌داند و در موارد زیادی به قطع عضو مردم دست زده است. او به ویژه به تجاوز جنسی، شکنجه و قتل برای از بین بردن مخالفان یا ارعاب مردم و وادار کردن آنان به همکاری متوسل شده است. تلاش‌های بین‌المللی برای مذاکره و خلع سلاح این گروه بی‌نتیجه بوده و دولت اوگاندا نیز قادر به شکست نظامی آن نبوده است. ایالات متحده آمریکا بعد از رخداد تروریستی یازدهم سپتامبر سال ۲۰۰۱ میلادی، شورشیان «ارتش مقاومت پروردگار» را در شمار سازمان‌های تروریستی قرار داد و از همان زمان، تمام سعی ارتش اوگاندا مبارزه برای نابودی این شورشیان است. دولت این کشور با این اقدام، خواستار حمایت اقتصادی و سیاسی آمریکاست.

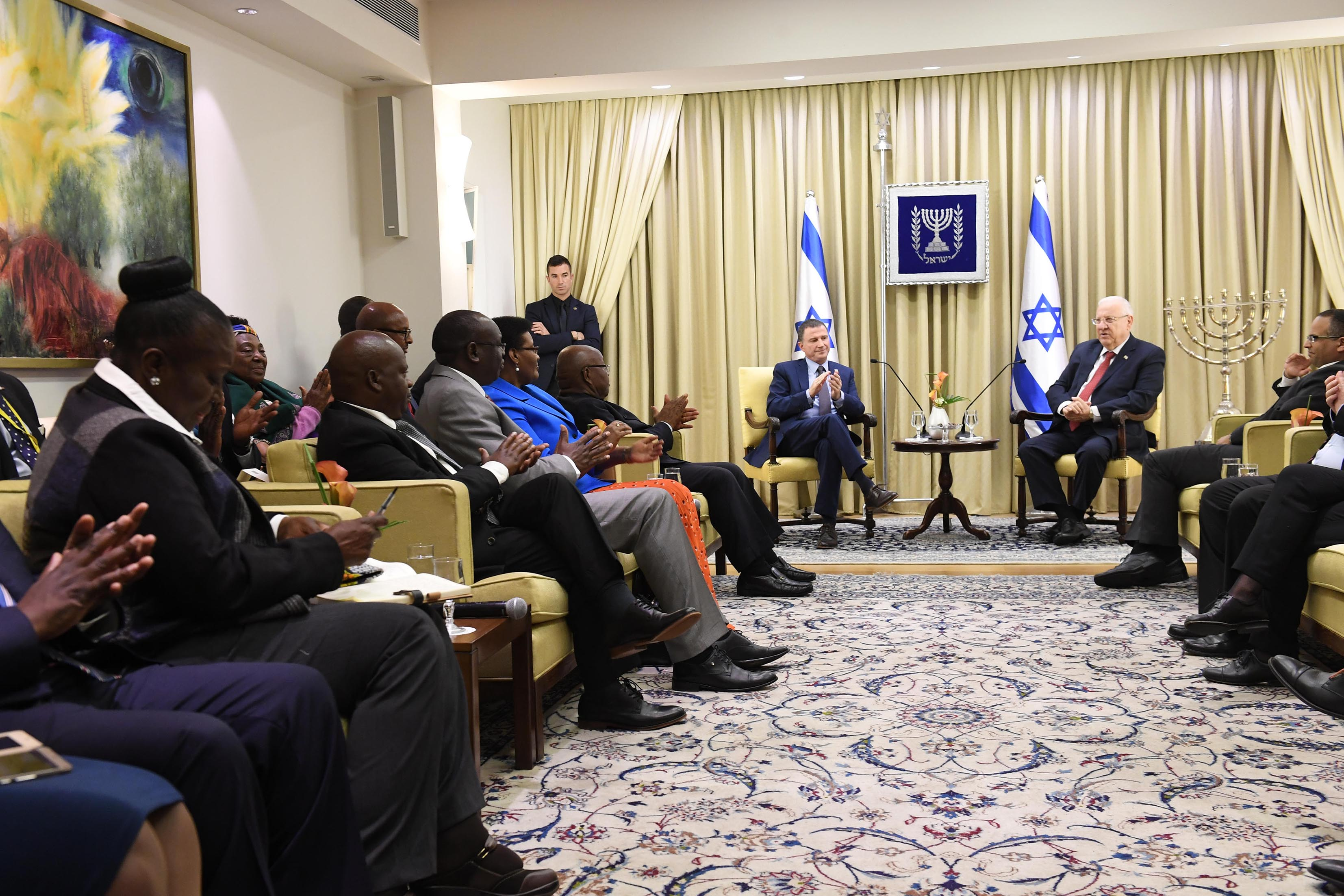
روابط اسرائیل و اوگاندا، دسامبر ۲۰۱۷‏

جوزف کانی در سال ۲۰۰۸ میلادی از امضای یک معاهده صلح با دولت اوگاندا خودداری کرد. دولت اوگاندا گفته بود که نمی‌تواند تضمین کند دیوان کیفری بین‌المللی پیگرد قضایی او را متوقف خواهد کرد.
دومینیک آونگون، یکی از مخوف‌ترین فرماندهان ارشد گروه شورشیان اوگاندا موسوم به «نیروی مقاومت الهی»، به اتهام ارتکاب جرایم جنگی و جرایم علیه بشریت در دیوان کیفری بین‌المللی در لاهه محاکمه شد. دومینیک آونگون خود یکی از صدها کودک ربوده شده از سوی «ارتش مقاومت پروردگار» بوده است که با ارتقا یافتن در سلسله مراتب سازمانی این گروه موفق شد به یکی از سران این گروه شورشی مبدل گردد.

## جغرافیا

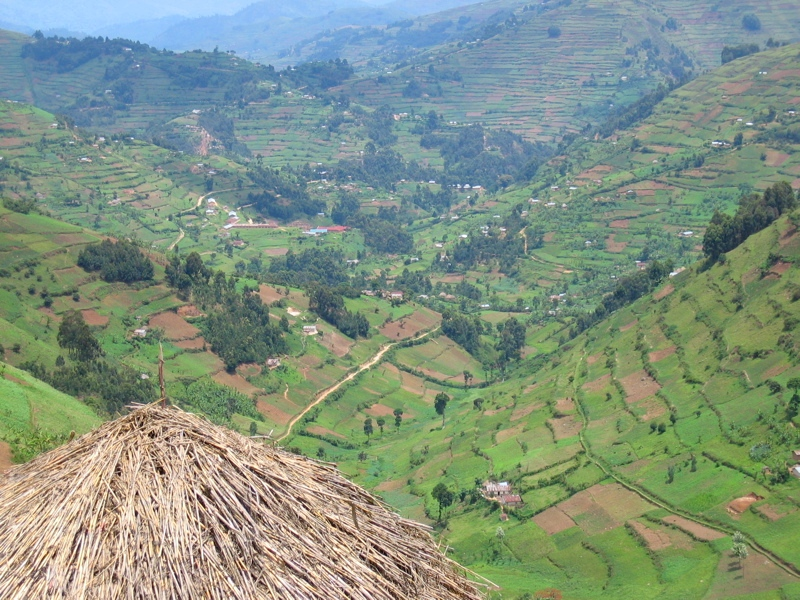
منطقه کاباله، جنوب غربی اوگاندا

اوگاندا تقریباً به‌طور کامل در حوضه نیل قرار دارد.
این کشور که دارای یک فلات مرکزی کم‌ارتفاع با پوشش گیاهی گرم‌دشت (ساوانا) می‌باشد. در اطراف دریاچه ویکتوریا، استعداد خاک برای کشاورزی بیش از سایر نقاط است. همچنین این دریاچه از نظر ماهیگیری نیز اهمیت به سزایی دارد. در غرب این کشور رشته کوهی با حد اکثر ارتفاع ۵۱۱۸ متر وجود دارد. اوگاندا دارای آب و هوای معتدل با میانگین دمای ۲۴–۲۱ درجه سانتی گراد، و میزان بارش سالانه ۱۵۰–۷۵ سانتی‌متر می‌باشد. رودهای مهم جاری در این کشور نیل و سملیکی است.
اگرچه اوگاندا محصور به خشکی است و به دریاها راه ندارد اما دارای شمار زیادی دریاچه بزرگ است. از آن میان، علاوه بر دریاچه‌های ویکتوریا و کیوگا، می‌توان دریاچه آلبرت (آفریقا)، دریاچه ادوارد و دریاچه کوچکتر جرج را نام برد.
بخش عمده‌ای از جنوب کشور به شدت تحت تأثیر یکی از بزرگ‌ترین دریاچه‌های جهان، یعنی دریاچه ویکتوریا، قرار دارد که دارای شمار زیادی جزیره نیز هست. مهم‌ترین شهرهای کشور در جنوب، یعنی در نزدیکی این دریاچه واقع شده‌اند، از جمله پایتخت کشور، کامپالا و شهر نزدیک به آن، انتبه. تمساح‌ها در کرانه دریاچه ویکتوریا، با حملات برق‌آسا به کشاورزان و ماهیگیران حمله می‌کنند.
دریاچه کیوگا در مرکز کشور قرار دارد و توسط مناطق وسیع مردابی احاطه شده است.

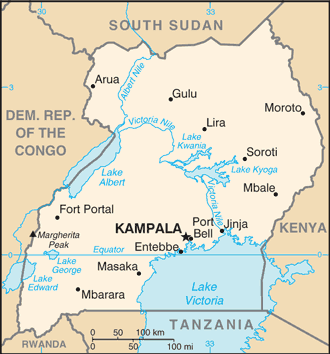
نقشه سیاسی
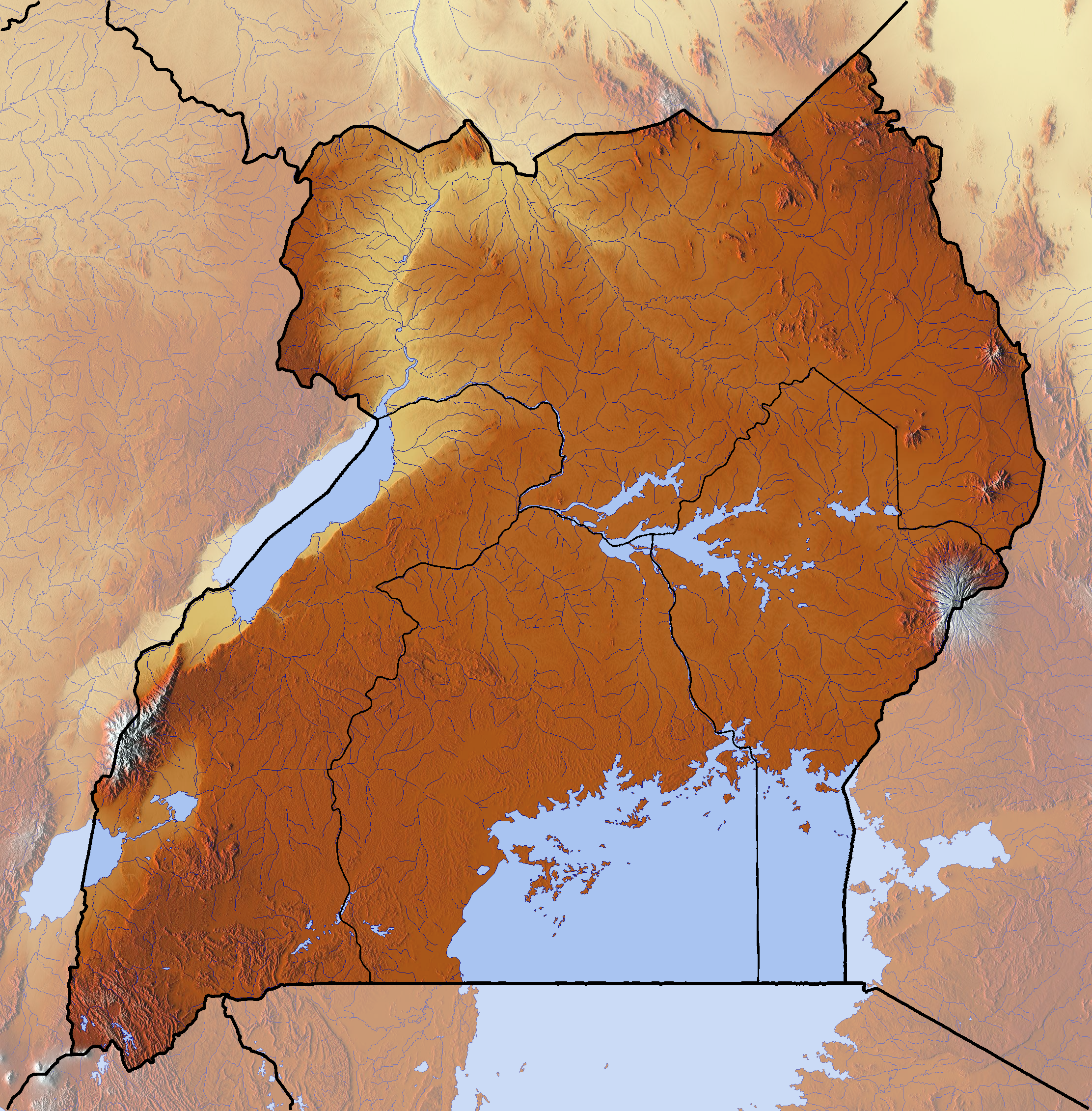
نقشه ناهمواری‌ها
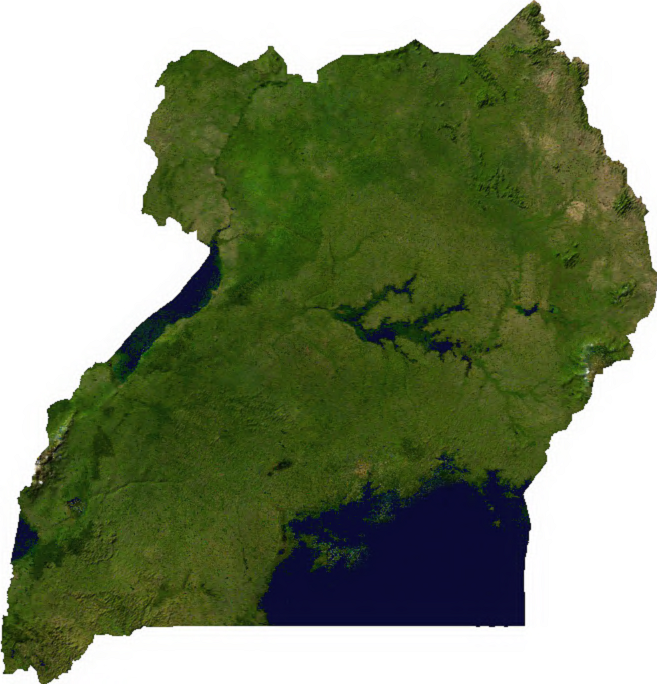
دید ماهواره‌ای
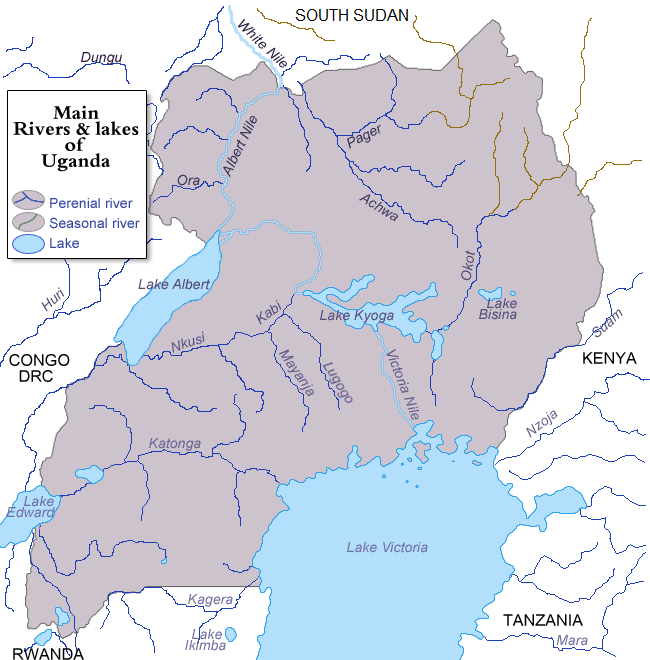
رودها و دریاچه‌های اوگاندا

## تقسیمات کشوری

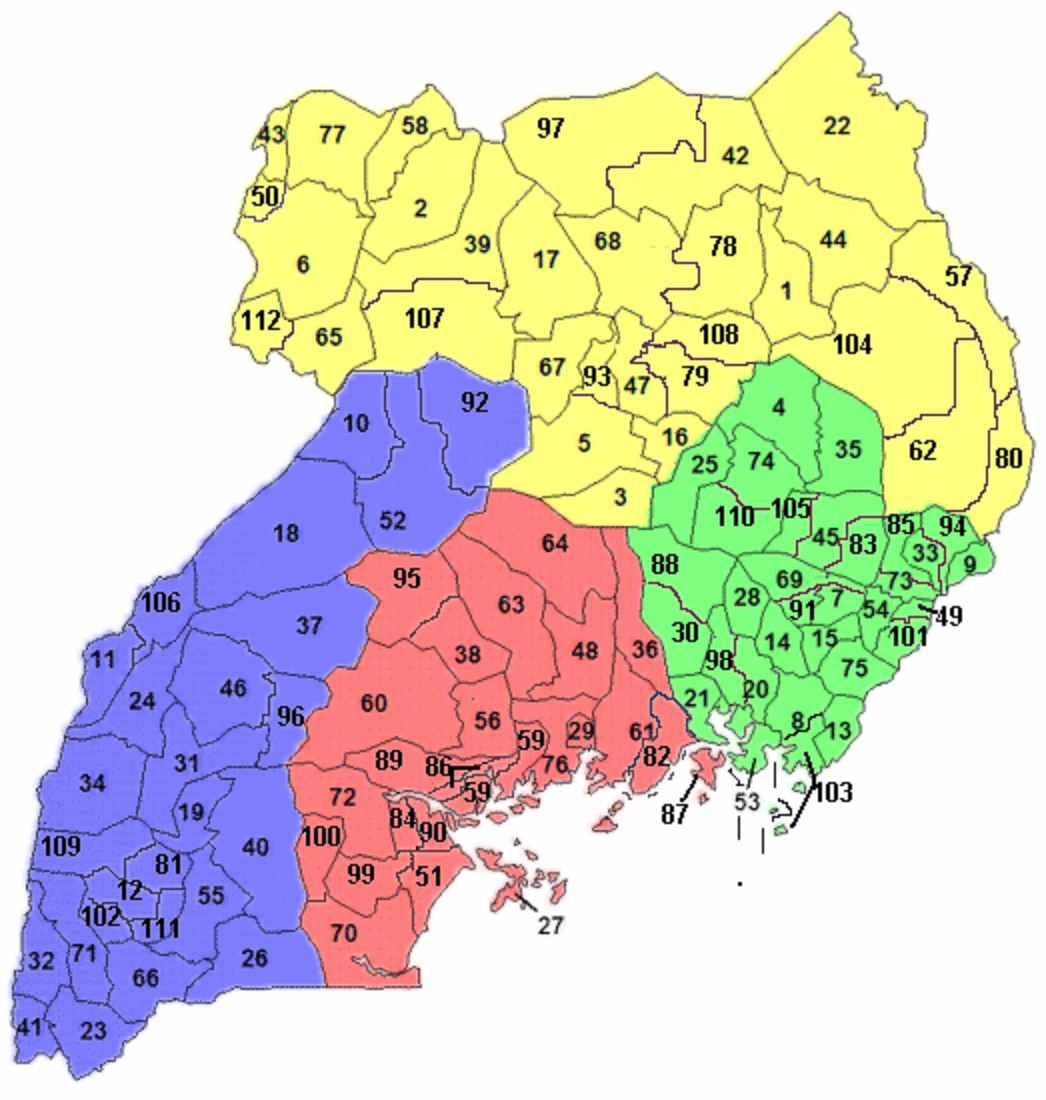
استان‌های اوگاندا - - -

کشور اوگاندا به چهار استان تقسیم شده است. این استان‌ها به نوبه خود به ۱۱۱ شهرستان به اضافه منطقه پایتختی تقسیم شده‌اند.
| استان | جمعیت (سرشماری ۱۹۹۱) | جمعیت (سرشماری ۲۰۰۲) | جمعیت (سرشماری ۲۰۱۴) | مساحت                                      |
| ----- | -------------------- | -------------------- | -------------------- | ------------------------------------------ |
| مرکزی | ۴٬۸۴۳٬۵۹۴            | ۶٬۵۷۵٬۴۲۵            | ۹٬۵۲۹٬۲۲۷            | ۶۱٬۴۰۳٫۲ کیلومتر مربع (۲۳٬۷۰۷٫۹ مایل مربع) |
| غربی  | ۴٬۵۴۷٬۶۸۷            | ۶٬۲۹۸٬۰۷۵            | ۸٬۸۷۴٬۸۶۲            | ۵۵٬۲۷۶٫۶ کیلومتر مربع (۲۱٬۳۴۲٫۴ مایل مربع) |
| شرقی  | ۴٬۱۲۸٬۴۶۹            | ۶٬۲۰۴٬۹۱۵            | ۹٬۰۴۲٬۴۲۲            | ۳۹٬۴۷۸٫۸ کیلومتر مربع (۱۵٬۲۴۲٫۸ مایل مربع) |
| شمالی | ۳٬۱۵۱٬۹۵۵            | ۵٬۱۴۸٬۸۸۲            | ۷٬۱۸۸٬۱۳۹            | ۸۵٬۳۹۱٫۷ کیلومتر مربع (۳۲٬۹۶۹٫۹ مایل مربع) |

## اقتصاد

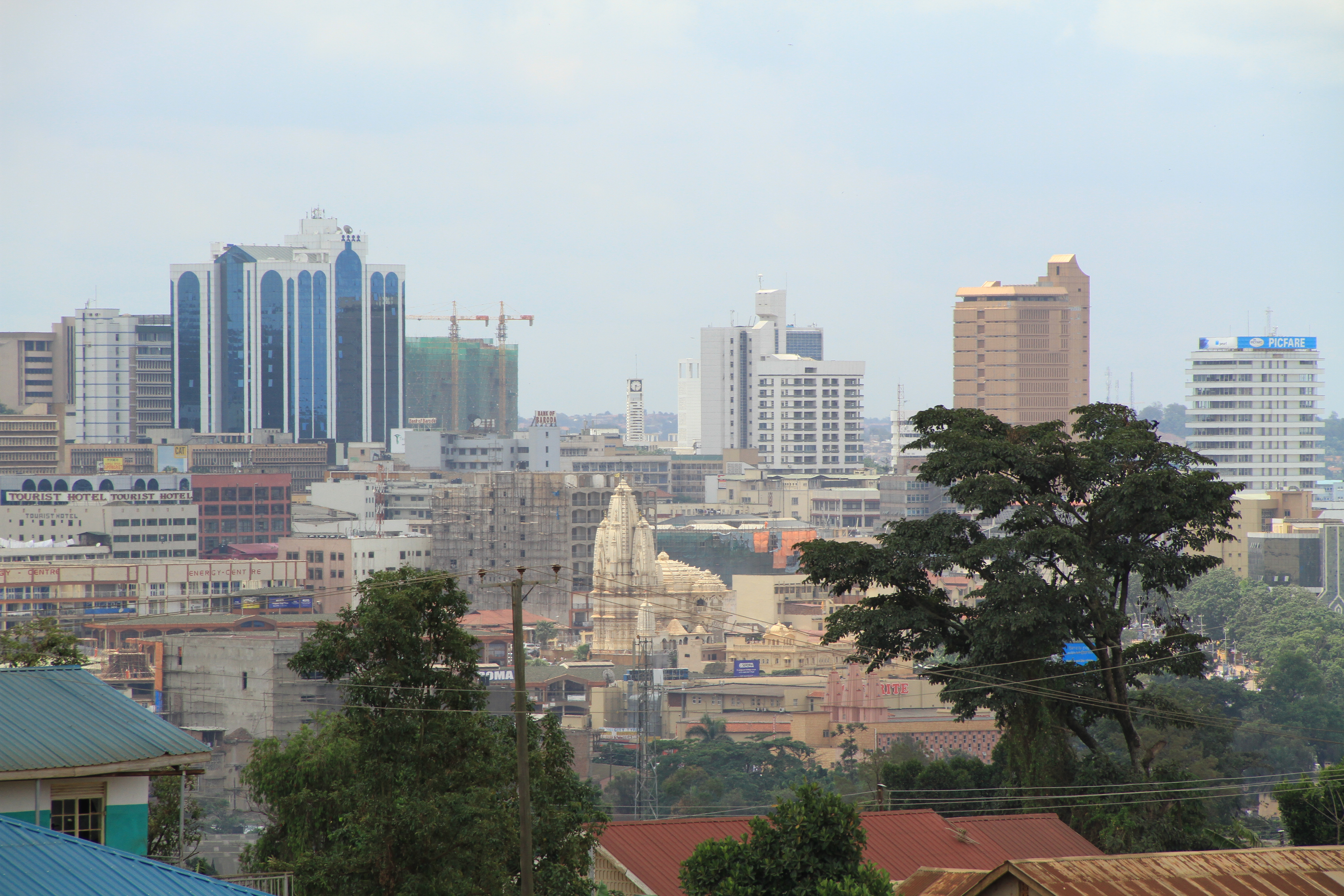
مرکز شهر کامپالا

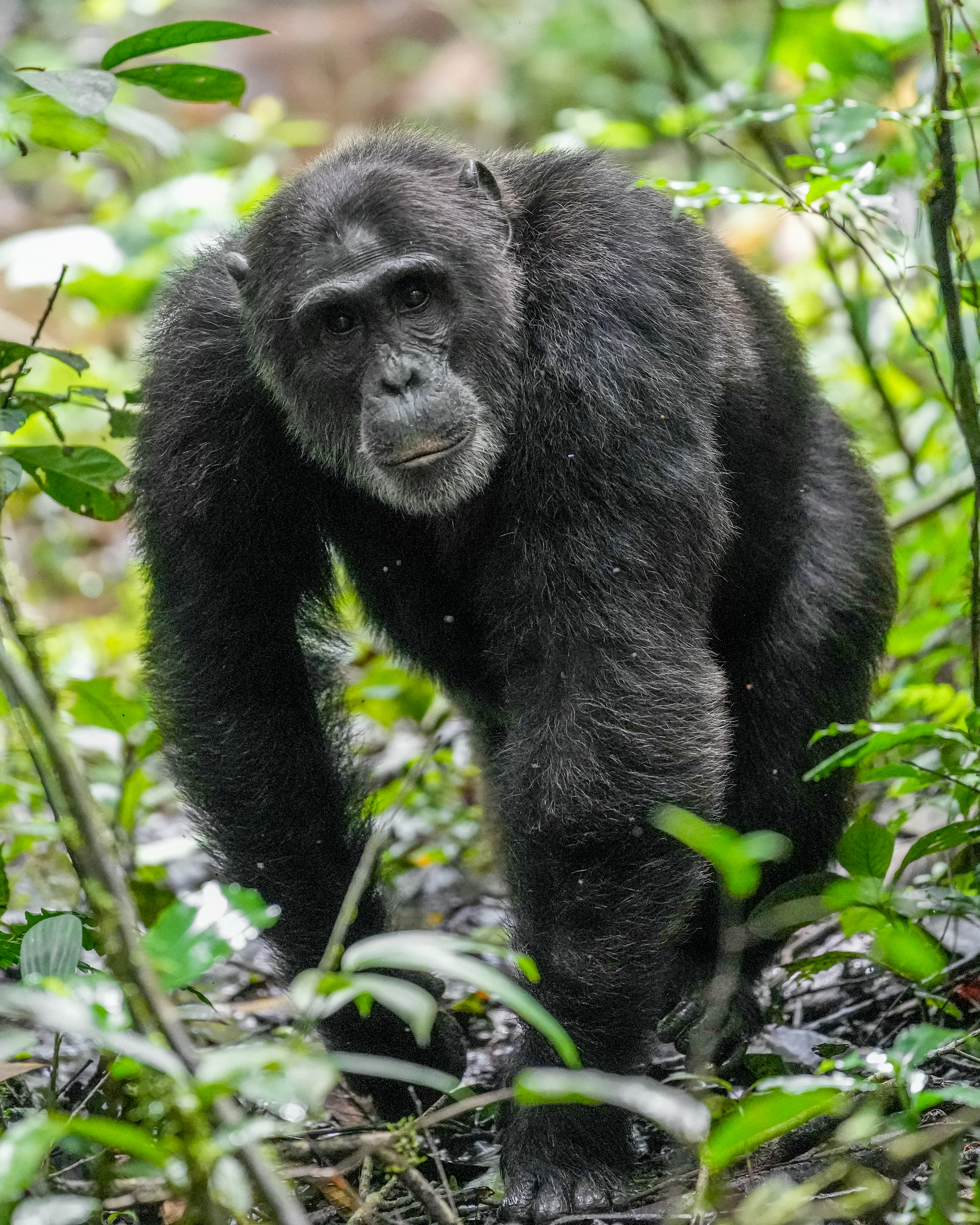
اوگاندا دارای طبیعت بکر و جنگل‌های استوایی است. نگاره‌ای از یک شامپانزه نر در پارک ملی کیباله واقع در غرب اوگاندا.

اوگاندا دارای منابع طبیعی ثابت، شامل خاک حاصلخیز، بارش باران دائمی، معادن غنی و قابل ملاحظه مس و کبالت است. اوگاندا دارای منابع بسیار بزرگ بکر و دست نخورده نفت خام و گاز است. عمده صادارات سالانه اوگاندا شامل:قهوه (۴۶۶٫۶ میلیون دلار)، چای (۷۲٫۱ میلیون دلار) و پرورش آب‌زی (۳۶٫۲ میلیون دلار) است.
هرچند فقر در این کشور بواسطه استعمار انگلیس و حکومتهای پادشاهی وابسته ریشه تاریخی دارد، اما رشد اقتصادی اوگاندا علی‌رغم رقم نرخ تورم ۲۴۰٪ در سال ۱۹۸۷ تحت حکومت پیشین، در سال ۲۰۰۳ معادل ۵٫۱٪ برآورد گردیده است و این کشور شاهد رشد اقتصادی کم‌نظیری بوده است. رشد اقتصادی در این کشور در سال ۲۰۰۹ معادل ۷٫۲٪ و در ۲۰۱۰ برابر ۵٫۹٪ و در ۲۰۱۱ به نرخ ۶٫۷٪ رسیده است.
کشاورزی بیش از سه چهارم نیروی کار اوگاندا را دربردارد. قهوه معمولاً ۹۰٪ صادرات اوگاندا را تشکیل می‌دهد. چای و توتون محصول عمده صادراتی دیگر است و کشتهای معیشتی شامل سیب زمینی شیرین است. چای سومین محصول صادراتی پس از قهوه و ماهی است و صادرات ۴/۳۶ میلیون کیلوی آن در سال ۲۰۰۰ مبلغ ۴/۳۶ میلیون دلار عاید این کشور نموده است. این رقم در سال ۲۰۰۱ علی‌رغم افزایش حجم صادرات به جهت کاهش جهانی قیمت چای به ۲/۳۳ میلیون دلار رسیده است. میزان صادرات چای برای سال ۲۰۰۵ چهل میلیون کیلوگرم برآورد شده است.
این کشور همچنین دارای معادن غنی آهن است. هرچند در اثر کمبود سرمایه‌گذاری در توسعه معادن، تولید و صادرات آهن و فولاد حجم بزرگی از صادرات آنرا تشکیل نمی‌دهد.
گردشگری منبع دیگری از درآمدهای خارجی اوگاندا را تشکیل می‌دهد.

## فرهنگ

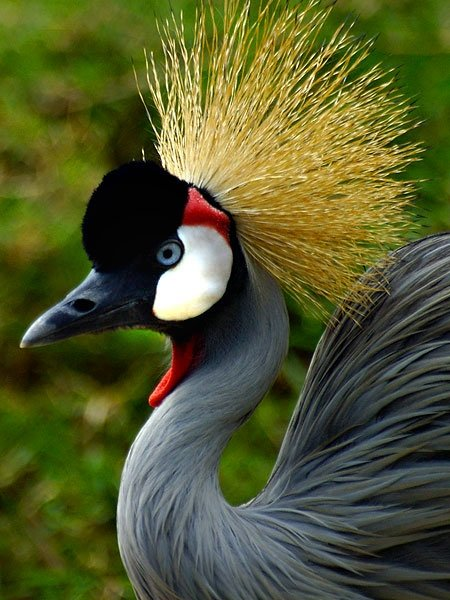
درنای تاج‌دار خاکستری به‌عنوان جانور ملی اوگاندا

مردم اوگاندا از قبایل مختلفی تشکیل شده‌اند و ۱۲ پادشاه رهبری قبایل را برعهده دارد. هریک از قبایل آداب و رسوم خاصی دارند. اسلام در سالهای ۱۸۰۰ توسط بلوچهای ایرانی و عمانی وارد دربار کاباکا شد. مسیحیت نیز در سالهای ۱۸۵۶ به دربار ارائه گردید.
قوم کراموجونگ یا برهنه‌گرایان که همسایه قوم ماساها و تورکانه‌ها در مرز کنیا هستند از دیدنی‌ترین اقوام اوگاندا هستند. هر جوان کراموجونگ برای اینکه شایستگی ازدواج پیدا کند باید یک شیر یا پلنگ یا گرگ شکار کند و به خانه عروس بیاورد.
در اوگاندا، قرن‌هاست که لباس سنتی مردم از الیافی ساخته می‌شود که پوست درختانی مثل درخت موز است. در سال‌های اخیر استفاده از این جامه‌ها کاهش پیدا کرده و بیشتر در مراسم ویژه پوشیده می‌شود. اما طراحان اوگاندایی دوباره به این سنت روی آورده‌اند.
در چارچوب قانونی که رئیس‌جمهوری اوگاندا در ماه فوریه ۲۰۱۴ تأیید کرد، برای همجنسگرایان مجازات سنگینی در نظر گرفته شده بود و حتی اگر کسی از وجود رابطه‌ای همجنسگرایانه بین افراد خبر داشت و به پلیس گزارش نمی‌کرد، مجرم شناخته می‌شد. بحث دربارهٔ قانون ضد همجنسگرایی اوگاندا از سال ۲۰۰۹ میلادی در جریان بود و پس از تصویب آن، چندین مؤسسه و نهاد خیریه فعالیت خود را در اوگاندا متوقف کردند. بانک جهانی اعلام کرد که اعطای کمک ۹۰ میلیون دلاری به طرح‌های سلامت و بهداشت در اوگاندا را متوقف خواهد کرد و دولت آمریکا این مصوبه را ناقض حقوق بشر خواند و گفت که به دلیل وضع این قانون، اوگاندا را تحریم می‌کند. چند کشور اروپایی از جمله دانمارک، نروژ، هلند و سوئد هم کمک‌های مالی خود را به اوگاندا قطع کردند.

## آموزش
- میزان با سوادی: ۶۶٪ (۲۰۰۲).
- میزان تحصیل اجباری: آموزش سطح ابتدای اجباری می‌باشد.
- تعداد دانشگاه: ۳۰۲ دانشگاه معتبر در درگاه unche در سال ۲۰۲۰ لیست گردیده است.

## بهداشت

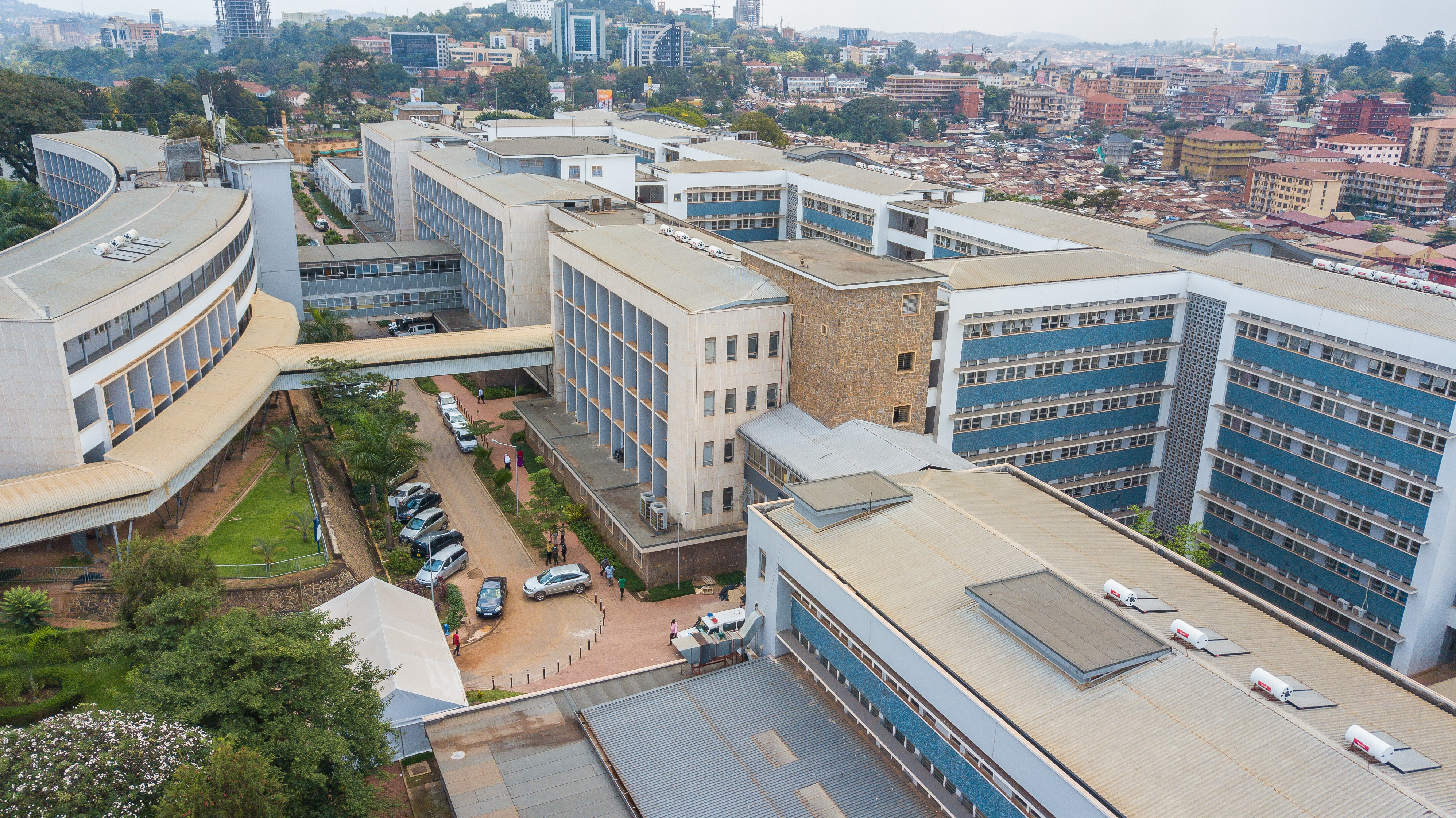
بیمارستان تخصصی مولاگو در منطقهٔ مرفه‌نشین مولاگو در شهر کامپالا.

در اوگاندا، سیستم بهداشت عمومی با چالش‌های متعددی مانند کمبود منابع مالی، تجهیزات پزشکی و پرسنل بهداشتی مواجه است. همچنین، بیماری‌های واگیردار مانند مالاریا، ایدز و بیماری‌های مرتبط با آب ناسالم از مشکلات عمدهٔ بهداشتی این کشور به‌شمار می‌روند.

## وضعیت نیروهای مسلح
- کل نیروهای مسلح: ۷۰٬۰۰۰ (۱۹۹۱) به علاوه ۱۶٬۸۹۰ پلیس.
- خدمت سربازی اجباری: ندارد.

## مشخصات آماری اوگاندا

پرچم تحت‌الحمایه بریتانیا (۱۹۱۴–۱۹۶۲)

- نام رسمی جمهوری اوگاندا (The Republic of Uganda)
- عضو سازمان ملل متحد، جنبش عدم تعهد، اتحادیه کشورهای همسود (مشترک‌المنافع)، سازمان وحدت آفریقا
- مساحت: ۲۴۱٬۰۳۸کیلومتر مربع
- مختصات جغرافیایی: ۱ درجه شمالی و ۳۲ درجه شرقی
- جمعیت: ۴۶ میلیون نفر -
- پایتخت: کامپالا(۱٬۵۰۷٬۰۰۰ نفر)
- شهرهای عمده: نانسانا(۳۶۶٬۰۰۰ نفر)-کیرا(۳۱۸٬۰۰۰ نفر)-ماکیندی ساباگابو(۲۸۳٬۰۰۰ نفر)-امبارارا(۱۹۵٬۰۰۰ نفر)-موکونو(۱۶۵٬۰۰۰ نفر)
- زبان رسمی: انگلیسی و سواحلی و زبانهای محلی از جمله لوگاندا
- مذهب: کاتولیک رومی، پروتستان، آنیمیست، اسلام سنی
- امید به زندگی: ۵۱ سال
- واحد پول: شیلینگ اوگاندا

## دین
| مذهب در اوگاندا          | مذهب در اوگاندا          | مذهب در اوگاندا | مذهب در اوگاندا | مذهب در اوگاندا |
| ------------------------ | ------------------------ | --------------- | --------------- | --------------- |
| دین                      | دین                      |                 | درصد            | درصد            |
| مسیحیت                   | مسیحیت                   |                 | ۸۴٪             | ۸۴٪             |
| اسلام                    | اسلام                    |                 | ۱۲٪             | ۱۲٪             |
| دیگر ادیان (یا بدون دین) | دیگر ادیان (یا بدون دین) |                 | ۴٪              | ۴٪              |

بر طبق سرشماری سال ۲۰۰۲، ۸۴٪ از مردم کشور اوگاندا مسیحی هستند. در این آمار اکثراً پیرو کلیسای کاتولیک و کلیسا انگلیکن هستند.